# Canthylidia anemodes
Canthylidia anemodes là một loài bướm đêm trong họ Noctuidae.